# Ratpenat nassut de Flores
El ratpenat nassut de Flores (Murina florium) és una espècie de ratpenat de la família dels vespertiliònids que es troba a Austràlia, Indonèsia i Papua Nova Guinea.